# Рахімбаєв Абдулло Рахімбайович
Абдулло Рахімбайович Рахімбаєв (1 червня 1896, місто Ходжент, тепер місто Худжанд, Таджикистан — розстріляний 7 травня 1938, місто Москва, тепер Російська Федерація) — радянський партійний діяч, співголова Центрального виконавчого комітету (ЦВК) СРСР, Голова Ради народних комісарів Таджицької РСР. Член ЦВК СРСР 5—7-го скликань. Кандидат у члени ЦК РКП(б) у 1922—1923 і 1924—1925 роках. Член Центральної контрольної комісії РКП(б) у 1923—1924 роках.

## Життєпис
Народився в родині торговця. У 1917 році закінчив Ташкентську вчительську семінарію. Працював вчителем.
У 1917 році — член і один з керівників Ходжентської організації «Шуро-і-Ісламія» в Ферганській області. З 1917 року — секретар Ходжентської Ради мусульманських робітників.
Член РКП(б) з січня 1919 року.
У 1919 році — секретар виконавчого комітету Голодностепської повітової ради Ферганської області; голова виконавчого комітету Ходжентської повітової ради; голова виконавчого комітету Ходжентської міської ради Ферганської області.
У грудні 1919 — травні 1920 року — секретар Самаркандського обласного комітету КП(б) Туркестану.
У серпні 1920 — травні 1921 року — голова Центрального виконавчого комітету (ЦВК) Туркестанської АРСР. З 1921 року — член Туркестанського бюро ЦК РКП(б), член Туркестанської комісії ЦК РКП(б) та РНК РРФСР.
З березня 1921 року — член колегії Народного комісаріату у справах національностей РРФСР. З листопада 1921 року — член Туркестанської комісії ЦВК та РНК РРФСР.
У травні 1922 — вересні 1926 року — член Революційної військової ради Туркестанського фронту.
У червні — жовтні 1922 року — голова Центрального виконавчого комітету (ЦВК) Туркестанської АРСР.
23 липня — листопад 1923 року — відповідальний секретар ЦК КП(б) Бухари.
У листопаді 1923 — 1924 року — секретар ЦК КП(б) Туркестану.
У 1924—1926 роках — член Середньо-Азійського бюро ЦК РКП(б). З квітня 1924 року — член Центральної комісії з національного розмежування Середньо-Азійського бюро ЦК РКП(б) — голова Узбецької підкомісії.
20 жовтня 1924 — 6 лютого 1925 року — секретар Тимчасового організаційного бюро ЦК КП(б) Узбекистану.
18 листопада 1924 — 13 лютого 1925 року — член Революційного комітету Узбецької РСР.
У 1925—1927 роках — слухач курсів марксизму-ленінізму при Комуністичній академії в Москві.
У січні 1928 — травні 1929 року — голова правління Центрального видавництва народів СРСР.
У червні 1929 — грудні 1933 року — голова Комітету радянських національних меншин Народного комісаріату освіти РРФСР.
28 грудня 1933 — вересень 1937 року — Голова Ради народних комісарів Таджицької РСР.
Одночасно, 4 січня 1934 — 7 вересня 1937 року — співголова Центрального виконавчого комітету (ЦВК) СРСР.
7 вересня 1937 року заарештований органами НКВС у місті Сталінабаді, виключений із лав ВКП(б). Перевезений до Москви, де утримувався у Лефортовській в'язниці. 7 травня 1938 року розстріляний за вироком Військової колегії Верховного Суду.
У 1956 році реабілітований та відновлений у членах КПРС.

## Нагороди
- орден Леніна (20.12.1935)
- орден Червоного Прапора Хорезмської Народної Радянської Республіки
- медалі